# Trio per a piano, WoO. 39
El Trio per a piano en si bemoll major, WoO. 39, és una composició de Ludwig van Beethoven composta el 1812. Va ser un regal a Maximiliane Brentano, la filla de deu anys del seu amic Antonie Brentano. Més tard, dedicaria la Sonata per a piano núm. 30, Op. 109 a Maximiliane. La composició fou publicada el 1830 per F. P. Dunst a Frankfurt del Main, conjuntament amb el Trio per a piano, WoO. 38, i la Sonata per a piano en do major, WoO. 51.
Beethoven va compondre la peça mentre viatjava a Teplice, on volia passar l'estiu. Al temps, la família Brentano residia a Karlovy Vary. Va presentar l'obra a la família el 26 de juny de 1812, abans d'anar cap a Praga. La raó exacta de la composició de la peça no és clara, tot i que Watson opina que seria per animar Maximiliane en el estudi del piano.
La composició és un únic moviment amb la indicació Allegretto i la seva execució dura al voltant dels 4–5 minuts.